# مسابقات جهانی ژیمناستیک هنری ۲۰۱۰
مسابقات جهانی ژیمناستیک هنری ۲۰۱۰ چهل و دومین دوره مسابقات جهانی ژیمناستیک هنری است که در روتردام، هلند از ۱۶ تا ۲۴ اکتبر ۲۰۱۰ میلادی برگزار شده است.

## کشورهای شرکت‌کننده
| - مصر - الجزایر - آرژانتین - ارمنستان - جمهوری آذربایجان - استرالیا - بلژیک - برزیل - بلغارستان - شیلی - چین - دانمارک - آلمان - جمهوری دومینیکن - السالوادور - فنلاند - فرانسه - گرجستان - یونان - هنگ کنگ - ایران - جمهوری ایرلند - ایسلند | - اسرائیل - ایتالیا - یمن - ژاپن - اردن - کانادا - قزاقستان - قطر - کلمبیا - کرواسی - کویت - لتونی - لیتوانی - لوکزامبورگ - مکزیک - نیوزیلند - هلند - کره شمالی - نروژ - اتریش - لهستان - پرتغال - پورتوریکو | - رومانی - روسیه - سوئد - سوئیس - اسلواکی - اسلوونی - اسپانیا - آفریقای جنوبی - کره جنوبی - تایوان - تایلند - جمهوری چک - تونس - ترکیه - اوکراین - مجارستان - ازبکستان - ونزوئلا - ایالات متحده آمریکا - بریتانیا - ویتنام - بلاروس - قبرس |

## جدول مدال‌ها
| رتبه  | کشور                | طلا | نقره | برنز | مجموع |
| 1     | چین                 | ۴   | ۴    | ۱    | ۹     |
| 2     | روسیه               | ۲   | ۴    | ۰    | ۶     |
| 3     | ایالات متحده آمریکا | ۱   | ۲    | ۳    | ۶     |
| 4     | ژاپن                | ۱   | ۲    | ۱    | ۴     |
| 5     | بریتانیای کبیر      | ۱   | ۱    | ۱    | ۳     |
| 6     | رومانی              | ۱   | ۱    | ۰    | ۲     |
| 7     | استرالیا            | ۱   | ۰    | ۱    | ۲     |
| ۸     | مجارستان            | ۱   | ۰    | ۰    | ۱     |
| ۸     | فرانسه              | ۱   | ۰    | ۰    | ۱     |
| ۸     | یونان               | ۱   | ۰    | ۰    | ۱     |
| 11    | آلمان               | ۰   | ۱    | ۲    | ۳     |
| 12    | هلند                | ۰   | ۱    | ۰    | ۱     |
| ۱۳    | برزیل               | ۰   | ۰    | ۱    | ۱     |
| ۱۳    | بلاروس              | ۰   | ۰    | ۱    | ۱     |
| ۱۳    | ایتالیا             | ۰   | ۰    | ۱    | ۱     |
| مجموع | مجموع               | 14  | ۱۶   | ۱۲   | ۴۲    |